# کریستین هاوزر
کریستین هاوزر (انگلیسی: Christian Hauser؛ زادهٔ ۱۳ ژانویهٔ ۱۹۷۶) بازیکن فوتبال اهل آلمان است.
از باشگاه‌هایی که در آن بازی کرده‌است می‌توان به باشگاه فوتبال بایرن مونیخ ۲، باشگاه فوتبال دینامو درسدن، باشگاه فوتبال تسویکاو، باشگاه فوتبال کارل زایس ینا، و باشگاه فوتبال بایرن مونیخ اشاره کرد.